# Saygın Ersin
Saygın Ersin (* 5. Februar 1975 in Manisa, Türkei) ist ein türkischer Schriftsteller.

## Leben
Ersin studierte 1992–1999 Soziologie an der Technischen Universität des Nahen Ostens in Ankara und beendete das Studium mit dem Bachelorabschluss. Nach journalistischer Tätigkeit wandte er sich der Schriftstellerei zu. Er veröffentlicht Romane und schreibt Drehbücher. Mit Orkun Uçar verfasste er den 2017 erschienenen historischen Roman Derin Imparatorluk. Er lebt in Izmir.
In Deutschland wurde er durch seinen um das Jahr 1600 zur Blütezeit des Osmanischen Reichs spielenden Roman Der Meisterkoch bekannt (Erstveröffentlichung als Pir-i Lezzet im Jahr 2016 in der Türkei; unter dem Titel The Pasha of Cuisine 2018 in englischer Übersetzung erschienen). Dies ist das erste seiner Bücher, das in deutscher Sprache erschienen ist.

## Werke
- Zülfikarın Hükmü. Roman. İstanbul, Karakutu Yayınları, 2005, ISBN 975-8658-96-4.
- Erbain Fırtınası. Roman. İstanbul, Karakutu Yayınları, 2006, ISBN 975-6054-01-8.
- Emekli Polisler Lokali. öyküler, İstanbul, Karakutu Yayınları, 2007, ISBN 978-975-6054-67-3.
- Derin İmparatorluk. (Orkun Uçar ile), Roman. İstanbul, Altın Kitaplar, 2007, ISBN 978-975-21-0896-7.
- Pir-i Lezzet. Roman, İstanbul, April Yayıncılık, 2016, ISBN 978-605516267-2.
  - dt.: Der Meisterkoch. Roman. Aus dem Türkischen von Johannes Neuner. Atlantik Verlag, Hamburg 2017, ISBN 978-3-455-00148-8.